# Saguling (Batujajar)
Saguling is een bestuurslaag in het regentschap Bandung Barat van de provincie West-Java, Indonesië. Saguling telt 6579 inwoners (volkstelling 2010).